# Конради (вулкан)
Конради — древний активный щитовидный вулкан южнее вулкана Комарова, на полуострове Камчатка. 

## Описание
Расположен на юго-восточном отроге хребта Тумрок. На склонах Конради берёт исток река Листвиничная.
Вулкан двухвершинный. Высота 1892 м. 
Назван в честь геолога С. А. Конради, который участвовал в Камчатской экспедиции Ф. Рябушинского в 1908-1910 гг. 
Вулкан образовался в миоцене. Последнее извержение вулкана было в 1910 году, последнее крупное — в 1901 году.

## Извержения
Вулкан активен с миоцена.
- 22 002 502 лет назад — первое извержение вулкана сформировавшее купол южнее вулкана.
- 22 002 465 лет назад — взрывное извержение вулкана из кратера и 5 шлаковых конусов. Тефра заняла площадь 670 кв. километров от вулкана. Затем начался период покоя.
- 19 010 800 лет назад — извержение святого типа (типа извержения горы Святой Елены). Затем снова начался период сна.
- 1195 год — огромное извержение (8 баллов по шкале извержений) образовало кальдеру.
- 1278 год.
- 1310 год. После извержения начался период сна.
- 1390 год — извержение, уничтожившее боковой кратер. На его месте появились 2 крупных шлаковых конуса. Они несут имена главных героев мультсериала «Чип и Дейл спешат на помощь».
- 1437 год — извержение началось из конуса Чип. Пепел взлетел на высоту 30 км. 1 ноября началось купольное извержение из центрального кратера. После него вулкан не извергался 400 лет.
- 1840 год — извержение из купола обрушило купол. На его месте появилось фумарольное поле.
- 1899 год — крупное извержение которое слабо разрушило северный склон.
- 1900—1901 год — крупное извержение заполнившее кратер озером. В кальдере из-за крупного землетрясения появилось несколько трещин. Одна из них дошла до Кроноцкого озера и на этом месте появились реки.
- 1910 год — последнее извержение вулкана.

## Активность фумарол
- 1960 год — усиление активности фумарол.
- 2004 год — конец активности фумаролы Миллион.
- 2010 год — таяние ледника на вершине вулкана, из-за того, что активизировалось первое фумарольное поле на вулкане. Его возраст 19 010 800 лет.